# Chlorophorus tohokensis
Chlorophorus tohokensis är en skalbaggsart som beskrevs av Hayashi 1968. Chlorophorus tohokensis ingår i släktet Chlorophorus och familjen långhorningar. Inga underarter finns listade i Catalogue of Life.